# Roman Weilert
Roman Weilert (* 15. Juli 1979 in Kemerowo, Russische SFSR) ist ein ehemaliger deutscher Eishockeyspieler russlanddeutscher Herkunft, der im Laufe seiner Karriere unter anderem für die Lausitzer Füchse, Eisbären Regensburg und Dresdner Eislöwen aktiv war.

## Karriere
Roman Weilert wuchs in Chabarowsk im asiatischen Teil der Sowjetunion auf, wo er mit drei Jahren das Schlittschuhlaufen erlernte. Mit fünf Jahren spielte er das erste Mal Eishockey und wurde im Alter von 15 Jahren in die Eishockeyschule des HK ZSKA Moskau aufgenommen. Drei Jahre später siedelte der Russlanddeutsche Weilert mit seiner Familie im Rahmen des Spätaussiedler-Programmes in die Bundesrepublik Deutschland über und fand in Bayreuth eine neue Heimat. Daher begann er seine Karriere bei den Bayreuth Tigers, für die er in der Spielzeit 1997/98 das erste Mal das Eis im Seniorenbereich betrat. 1999 bekam sein Vater eine Stelle als Kieferchirurg in Duisburg und die Familie zog dorthin um. Die Kölner Haie verpflichteten Roman Weilert und statteten ihn mit einer Förderlizenz für die Ratinger Ice Aliens aus, so dass er schon früh seine ersten Spiele in der Deutschen Eishockey Liga absolvierte. Gleichzeitig sammelte er Erfahrung in der Oberliga für Ratingen. Im Sommer 2000 nahm er zusammen mit Dimitri Pätzold, Vitali Stähle und Lutz Klauck an einem Eishockey-Camp in Kanada teil.
Ein Jahr später wechselte der Kooperationspartner der Haie und Weilert lief mit einer Förderlizenz für die Füchse Duisburg in der Oberliga Nord auf. In den folgenden zwei Spielzeiten stand er dann beim Zweitligisten aus Weißwasser unter Vertrag, bevor er zum Ligakonkurrenten Eisbären Regensburg wechselte. In drei Spielzeiten für die Eisbären stand er in über 150 Spielen auf dem Eis und erzielte sieben Tore und 28 Vorlagen.
Zur 2006/07 wechselte der damals 26-jährige trotz besserer Angebote aus der 2. Bundesliga nach Heilbronn und traf dort auf Trainer Rico Rossi, den er noch aus dessen Zeit als Coach in Duisburg, kannte. Rossi sagte damals über Weilert: „Roman ist ein zuverlässiger und stabiler Verteidiger, der aber auch das Auge und die technischen Fähigkeiten für den tödlichen Offensivpass hat. Er wird im Powerplay ebenfalls gesetzt sein.“
Zusammen mit dem Team der Falken gelang Weilert der Aufstieg in die 2. Bundesliga, jedoch spielte er in den Kaderplanungen Rossis keine Rolle mehr, so dass er sich für einen Vertrag bei den Dresdner Eislöwen entschied. Jan Tabor, Manager der Eislöwen, sagt über den Neuzugang: „Mit Roman Weilert kommt ein erfahrener Spieler vom Zweitligaaufsteiger Heilbronn zu uns, der stets solide Leistungen gezeigt hat und sicherlich die Rolle von Rudolf Wolf übernehmen kann.“ In der folgenden Spielzeit erreichte er mit den Eislöwen den Gewinn der Oberligameisterschaft und den Aufstieg in die 2. Bundesliga. Im Sommer 2009 unterschrieb der mittlerweile 30-jährige für eine Saison einen Vertrag beim Oberligisten EHC Dortmund, ehe er sich 2010 den Moskitos Essen anschloss. 2011 beendete er seine Karriere.

## Karrierestatistik
(Legende zur Spielerstatistik: Sp oder GP = absolvierte Spiele; T oder G = erzielte Tore; V oder A = erzielte Assists; Pkt oder Pts = erzielte Scorerpunkte; SM oder PIM = erhaltene Strafminuten; +/− = Plus/Minus-Bilanz; PP = erzielte Überzahltore; SH = erzielte Unterzahltore; GW = erzielte Siegtore; 1 Play-downs/Relegation; Kursiv: Statistik nicht vollständig)